# Кампа, Валентин
Валентин Кампа Саласар (исп. Valentín Campa Salazar; 14 февраля 1904 — 25 ноября 1999) — деятель рабочего и коммунистического движения Мексики, лидер профсоюза железнодорожников и кандидат в президенты. Вместе с Деметрио Вальехо считался одним из руководителей железнодорожных забастовок 1958—1959 годов.

## Биография

### Коммунистическая партия
Кампа родился в Монтеррее, Нуэво-Леон. Присоединился к Мексиканской коммунистической партии (исп. Partido Comunista Mexicano, PCM) в 1927 году в 25-летнем возрасте, в итоге став самым молодым членом ЦК партии. Независимые взгляды Кампы в конечном итоге вызовут гнев партийного аппарата. В марте 1940 года он был исключен из МКП вместе с генеральным секретарем партии Эрнаном Лаборде и некоторыми другими коммунистами, возражавшими против убийства Льва Троцкого (разделяя негативное отношение к изгнанному революционеру, Кампа считал, что его убийство лишь сделает того мучеником и омрачит идеи партии).

### Профсоюзное противостояние
Кампа был членом Исполнительного комитета Профсоюза железнодорожников Мексиканской Республики (исп. Sindicato de Trabajadores Ferrocarrileros de la Republica Mexicana, STFRM) с 1943 по 1947 год. В 1944 году, в условиях назревавшего раскола, Луис Гомес Сепеда был избран генеральным секретарём, а Кампа — секретарём по вопросам образования, организации и пропаганды.
В 1947 году Кампа возглавил отколовшуюся фракцию в Конфедерации мексиканских рабочих (исп. Confederación de Trabajadores de México, CTM), получившую наименование Унитарная конфедерация рабочих (исп. Confederacion Única de Trabajadores, CUT). В новую профсоюзную конфедерацию вошли телефонисты, железнодорожники, шахтеры и нефтяники. Целью CUT было стать независимым рабочим движением, лишенным государственного влияния, господствовавшего в CTM, подчинённой правящей партии. В следующем, 1948, году Хесус Диас де Леон был избран на должность генерального секретаря STFRM, и 28 сентября подал прошение генеральному прокурору против Кампы и Гомеса Сепеды, которые, по его мнению, представляли собой «коммунистическую угрозу», по обвинению в хищении 100 000 песо.
Профсоюз был возмущен действиями нового руководителя, особенно на том основании, что такие обвинения должны быть представлены комитету бдительности профсоюзов. Главный бухгалтерский комитет профсоюза последовал его примеру, осудив действия Диаса де Леона как вовлечение правительства в дела профсоюзов. Исполнительный комитет профсоюза и комитет бдительности опубликовали заявления, в которых обвинили генсека в стремлении в пособничестве с властями разделить профсоюз, и временно отстранили его от должности, заменив его на Франсиско Кинтано Мадрасо. Однако Диас де Леон сплотил своих сторонников, ворвавшись в штаб-квартире STFRM вместе с сотней офицеров тайной полиции, одетых как железнодорожные рабочие.
К 8 октября в местных газетах появились сообщения о том, что Кампа и Гомес разыскивались Федеральной судебной полицией . Кампа, как и члены коллективных органов профсоюза, в конечном итоге был задержан судебной полицией по обвинению в передаче 200 тысяч песо отколовшейся группе CUT. Однако Кампа представил доказательства того, что все действия были произведены в соответствии с отчётностью, добавив, что зарабатывает на своей профсоюзной должности только 575 песо в месяц и не владеет ни домом, ни машиной. Кампа избежал ареста до ноября 1949 года, а затем был приговорен к восьми годам заключения по обвинению в мошенничестве и содержался до 1952 года в тюрьме Лекумберри.

### Забастовки железнодорожников 1950-х
В феврале 1959 года истек срок действия предыдущего коллективного договора с профсоюзами железнодорожников, и приближался крайний срок для заключения нового договора. Поскольку работодатели на переговоры не шли, 24 марта официально началась забастовка: все три железнодорожных предприятия остановили работу. Администрация железных дорог отказалась признать забастовку и приказала членам профсоюза вернуться к работе. С 26 марта было уволено более 13 000 сотрудников; многие были арестованы. В знак протеста STFRM объявил всеобщую забастовку и часовую полную остановку работы. В Страстную пятницу, 27 марта, требования бастующих рабочих, сокращённые до оплачиваемого седьмого дня отдыха и немедленного прекращения репрессий, были представлены непосредственно президенту Адольфо Лопесу Матеосу. Бастовало более 100 000 человек, финансовые потери составляли миллионы песо.
28 марта профсоюзный вожак Вальехо и еще 28 человек были похищены федеральной полицией и армией. Правительство мобилизовало несколько батальонов войск, уволило еще 9 000 рабочих и арестовало более 10 000 человек. Аресты распространились не только на железнодорожников, но и на сочувствующих преподавателей, крестьян и марксистско-ленинских активистов. Кампа был объявлен властями в розыск как руководитель стачки. 3 апреля Жильберто Рохо Роблес, заместитель Вальехо, направил всем работникам уведомление о возвращении к работе на основании заключения договора, однако это соглашение не было выполнено, а сам он вскоре арестован (наряду с Альберто Лумбрерасом и Мигелем Ароче Паррой из POCM, а также секретарём компартии Дионисио Энсиной). Кампа, однако, оставался на свободе, руководя забастовками железнодорожников в течение года. Находясь на нелегальном положении, Кампа в 1959 году основал Национальный совет железных дорог и подпольную газету. Однако в мае 1960 года и он был арестован и заключён в тюрьму.
Вальехо и Кампа были освобождены только спустя десять лет их одиннадцатилетнего заключения. Поднимающемуся студенческому движению удалось добиться от Густаво Диаса Ордаса отмены закона против «социального разложения», и 27 июля 1970 года Кампа и Вальехо вышли на свободу. Однако последний отказался присоединиться к Кампе в Национальном совете железных дорог, вместо этого решив основать собственную группу — Движение профсоюзов железнодорожников (MSF).

### Кандидат в президенты
В 1976 году Кампа был выбран кандидатом в президенты от компартии. Хотя у той не было регистрации для выдвижения кандидата на выборах, однако, по слухам, кандидатура Кампы получила около миллиона голосов. О подсчете голосов не сообщалось, поскольку кандидат правящей Институционно-революционной партии, Хосе Лопес Портильо, официально баллотировался без конкурентов. Кампания Кампы, поддержанная Социалистической лигой и Движением за социалистическую организацию, получила название «Марша за демократию» и проходила под лозунгом «Кампа, кандидат рабочей борьбы». В течение трех месяцев гонки 97 политических митингов Кампы, на которых он выступал за такие требования, как академические свободы, возвращение священнослужителям политических прав и демократия в мексиканской армии, посетили более 100 000 человек (в том числе 10 000 человек на завершающем мероприятии на Arena México в столице страны).